# جیپور
جِیپور (تلفظ: ‎i‎/ˈdʒaɪpʊər/‎) (به هندی: जयपुर) معروف به شهر صورتی، از شهرهای تاریخی هندوستان و مرکز ایالت راجستان است. شهر جیپور در شمال غربی کشور هند قرار دارد. این شهر ۳٫۱ میلیون نفر جمعیت دارد.
شهر جیپور نخستین شهر دارای طرح شهری در هندوستان بود.
این شهر از مراکز مهم گردشگری در هند است و به خاطر وجود ساختمان‌های پرشمار صورتی‌رنگ در شهر، به آن لقب شهر صورتی داده شده‌است.
از نقاط دیدنی آن می‌توان به دژهای ناهارگر و جایگر و همچنین کاخ هوامحل و رصدخانه قدیمی یا مجموعه اخترشناختی جنتر منتر اشاره کرد.
آب‌وهوای شهر نیمه‌خشک است و باران‌های موسمی نیز دارد. رایج‌ترین زبان‌ها در شهر هندی و راجستانی هستند اما انگلیسی، پنجابی و سِندی نیز رواج زیادی دارند.

## تاریخچه

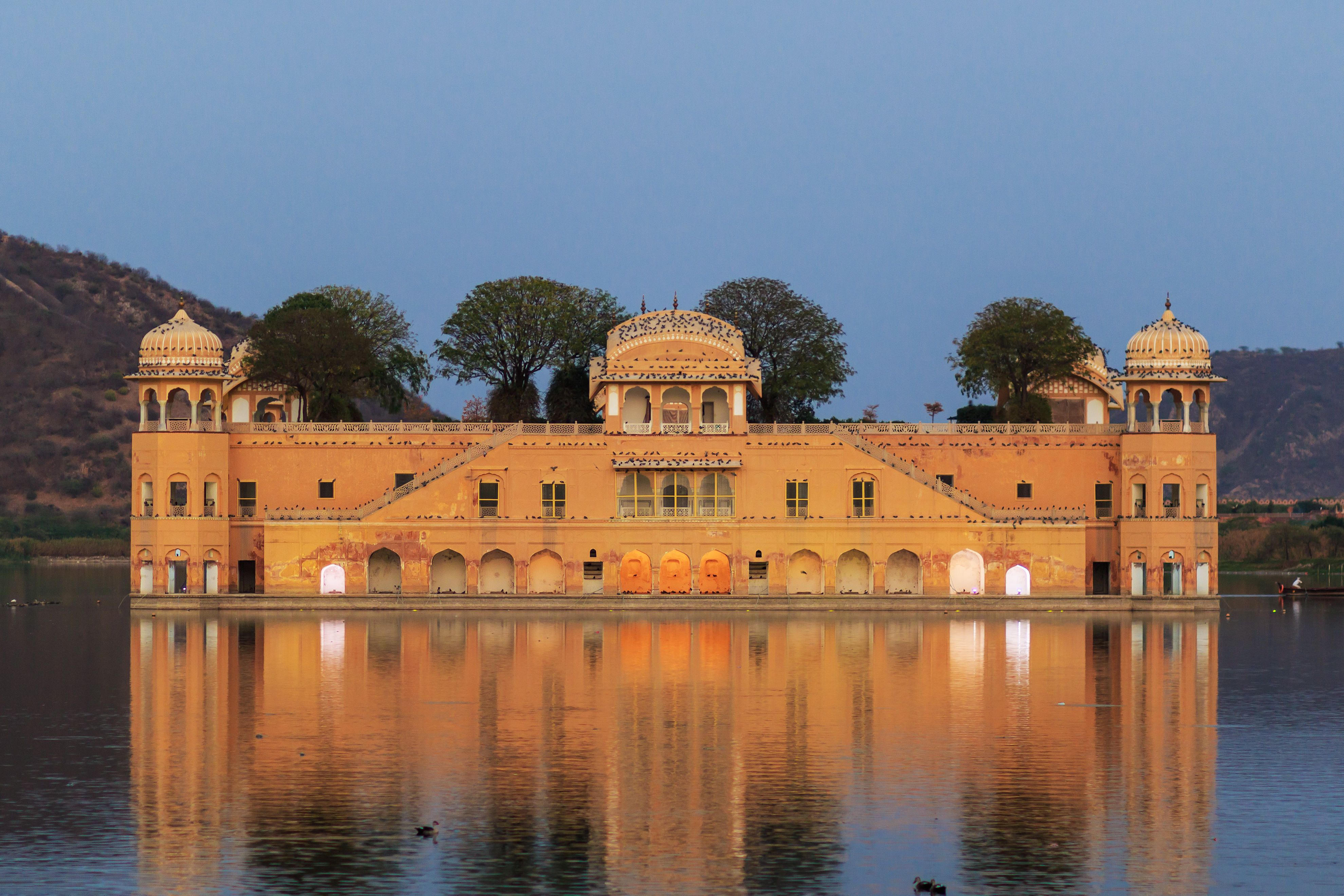
جال محل

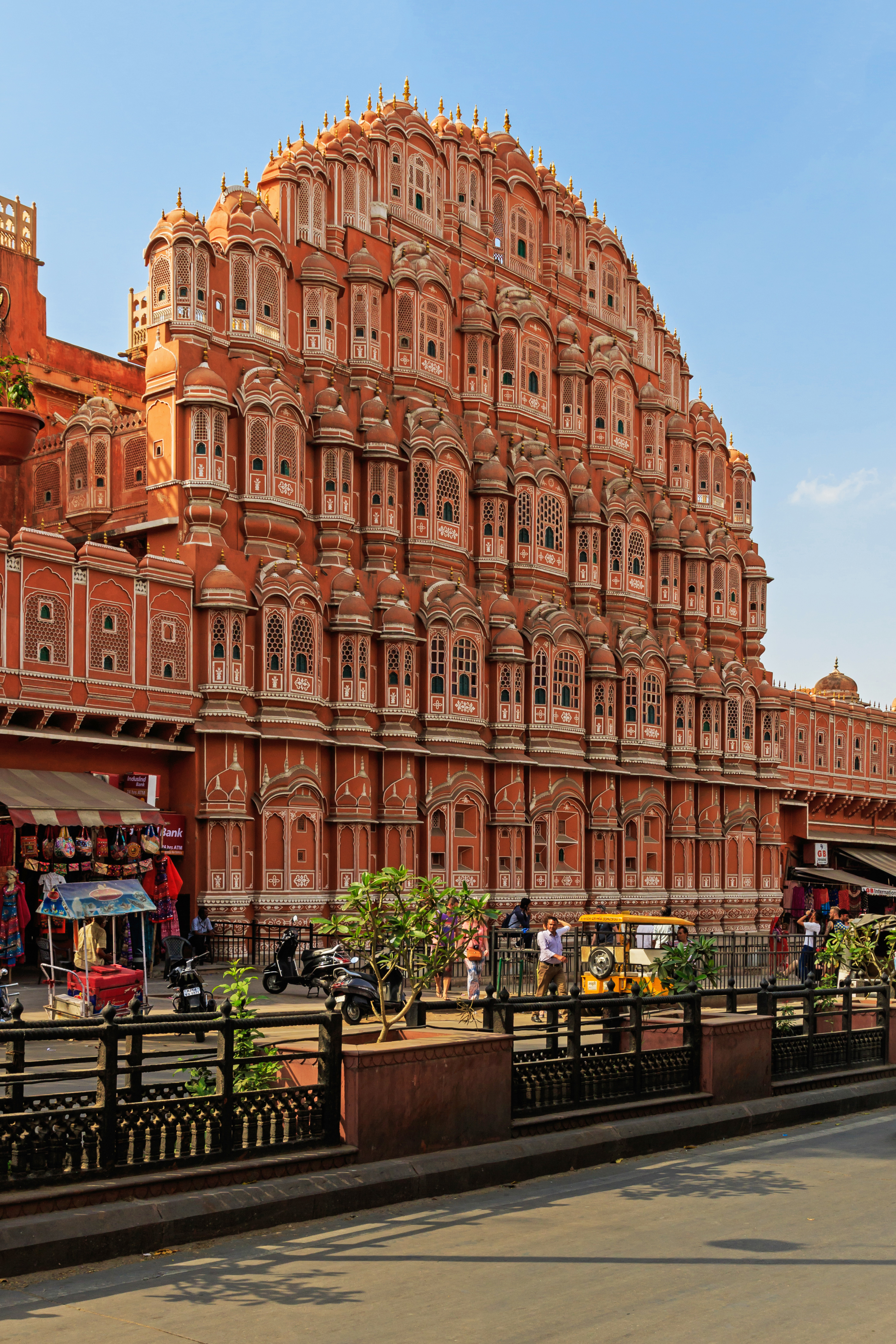
هوامحل (کاخ باد) در جیپور.

در سال ۱۷۲۷ توسط مهاراجه سوای جای سینگ دوم، فرمانروای آمبر بنیاد شد. در طول سال‌های ۱۷۲۵ تا ۱۷۶۷ نه بخش از این شهر گسترش یافت. عواملی از جمله تأسیس مراکز آموزش و افتتاح راه‌آهن مرتبط به دهلی در سال ۱۸۸۲ مجموعاً پایه و اساس رشد سریع شهر شد. پس از استقلال، در سال ۱۹۴۹ شهر جیپور به عنوان مرکز ایالت راجستان معرفی شد و بدین ترتیب نقش اداری هم به آن افزوده شد.

## مترو
متروی جیپور در سال ۲۰۱۵ تأسیس شده و هم‌اکنون دارای ۱ خط و ۹ ایستگاه می‌باشد.
| ادیان در جیپور | ادیان در جیپور | ادیان در جیپور | ادیان در جیپور | ادیان در جیپور |
| -------------- | -------------- | -------------- | -------------- | -------------- |
| دین            | دین            |                | درصد           | درصد           |
| هندو           | هندو           |                | ۷۷٪            | ۷۷٪            |
| مسلمان         | مسلمان         |                | ۱۷٪            | ۱۷٪            |
| جینی‌ها         | جینی‌ها         |                | ۴٪             | ۴٪             |
| دیگران         | دیگران         |                | ۱٫۵٪           | ۱٫۵٪           |
| مسیحی          | مسیحی          |                | ۰٫۵۰٪          | ۰٫۵۰٪          |